# Museu Viu de Bujumbura
El Museu Viu de Bujumbura és un zoològic i museu públic de Bujumbura (Burundi) fundat el 1977. Està dedicat a la flora, la fauna i les arts de Burundi. Ocupa unes 3 hectàrees a l'aire lliure i s'hi accedeix pel carrer 10 d'Octubre. El desembre de 2016 la col·lecció del zoològic va incorporar sis cocodrils, una mico, un lleopard, dos ximpanzés, tres numídids, un testudínid, un antílop, i diverses serps i peixos. Diversos artesans tenen tallers al parc on mostren la seva feina. També es poden apreciar molts tipus d'arbre diferents i la reconstrucció d'una casa tradicional de Burundi. El número dels visitants al museu va caure en picat després de la crisi política burundesa de 2015.